# Wilhelm Berding
Wilhelm Peter Berding (* 3. Mai 1833 in Vechta; † 9. November 1918 in Hannover) war ein deutscher Kommerzienrat und Generaldirektor der Mechanischen Weberei in Linden.

## Leben
Wilhelm Peter Berding übernahm noch zur Zeit des Königreichs Hannover im Zuge der wachsenden Industrialisierung 1865 die Leitung der Mechanischen Weberei.
Noch zur Gründerzeit des Deutschen Kaiserreichs wurde der unterdessen zum Kommerzienrat ernannte Berding am 30. November 1887 einer der Mitbegründer des Fabrikanten-Vereins Hannover-Linden, gemeinsam mit „[...] Eduard und Ernst Meyer, Berthold Körting und [... den] Herren Königswarter, Breul, Jänecke, Prinzhorn und Schwarz“. Wilhelm Peter Berding wurde zum ersten Vorsitzender des Vereins gewählt.

## Berdingstraße
Die 1928 im – heute hannoverschen – Stadtteil Linden-Nord angelegte Berdingstraße, die die Leinaustraße mit der Brackebuschstraße verbindet, ehrt durch ihre Namensgebung den Generaldirektor seitdem posthum.

## Schriften
Sachwerke:
- Bericht über die Entstehung, Einrichtung und Unterhaltung der Kinder-Pflegeanstalt der Actien-Gesellschaft Mechanische Weberei in Linden, Hannover: Culemann [Drucker], 1892

Prosa:
- Jubiläums-Angebinde, gedichtet v. W. P. Berding, 102 Seiten, als Maschinenschrift gedruckt, Hannover: F. Eulemann, 1890
- Meteore und Gestirne. Gedichte mit Geschichte / von Wilhelm Peter Berding, 120 Seiten als Maschinenschrift in Frakturschrift, Hannover: Eulemann, 1916
- Auf Schwingen durchs Leben. Nachklänge aus achtzigjährigem Betrachten und Empfinden. Gedichte / von Wilhelm Peter Berding, 145 Seiten als Maschinenschrift (in Fraktur), Hannover: Eulemann, 1916